# Gary Numan

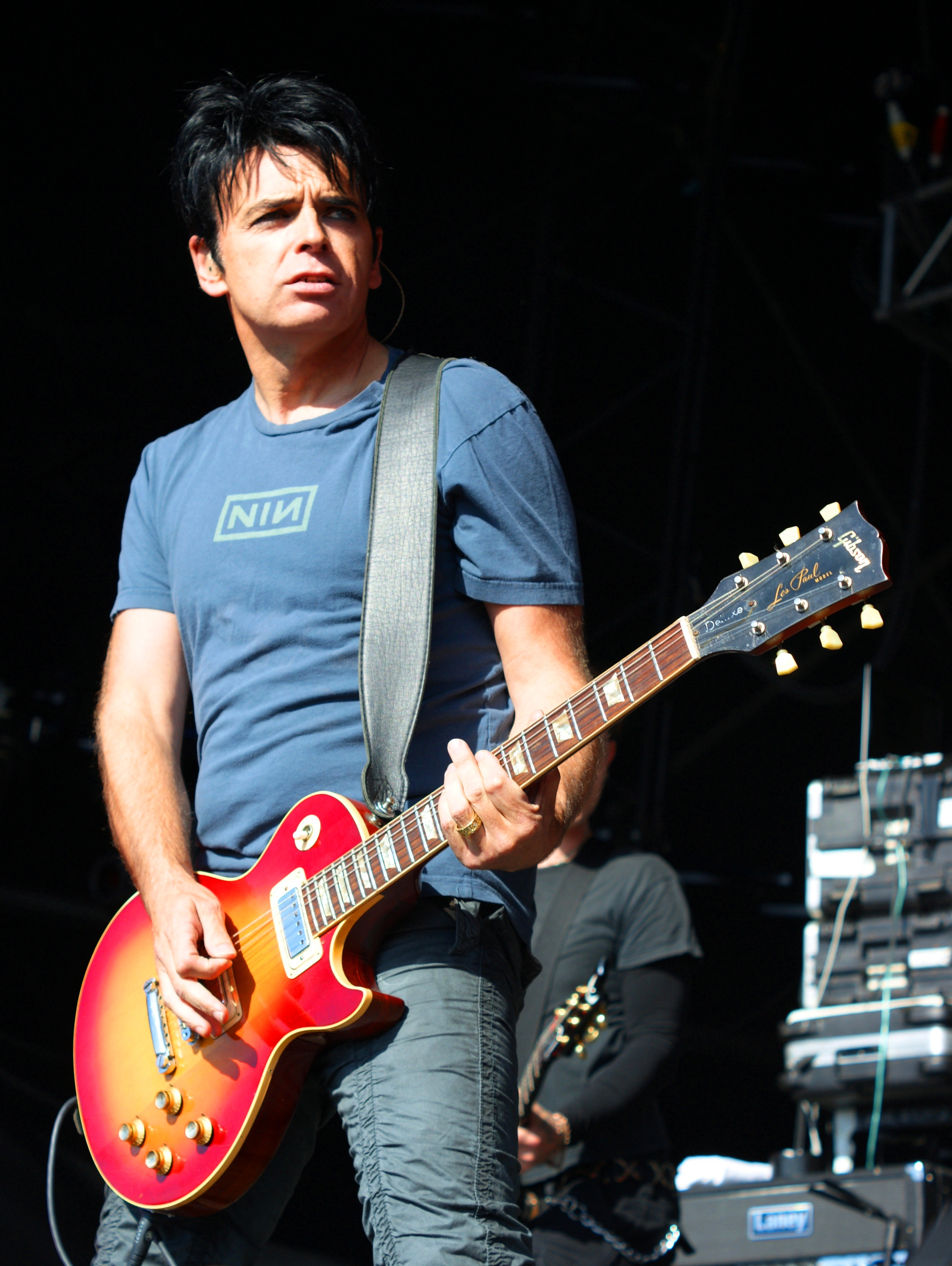
Gary Numan auf dem Ben and Jerry’s Double Scoop Sundae Festival im Heaton Park, Manchester (23. Juli 2011)

Gary Numan (* 8. März 1958 in Hammersmith, London; eigentlich Gary Anthony James Webb) ist ein britischer Musiker und Pionier des Elektropop und Synthie-Pop.

## Leben
Gary Webbs Vater war Busfahrer bei British Airways. Deshalb wollte Gary schon früh Pilot werden, jedoch ließ sich dieser Berufswunsch aufgrund mangelnder schulischer Voraussetzungen nicht erfüllen. Webb versuchte sich in zahlreichen anderen Berufen. Bereits mit 15 Jahren begann er, Songs zu schreiben, und spielte in verschiedenen Bands. Zusammen mit seinem Onkel Jess Lidyard und Paul Gardiner gründete er die Band Tubeway Army. Zunächst trat er unter dem Pseudonym „Valerian“ auf. Seinen Künstlernamen „Numan“ nahm er aufgrund einer Werbeanzeige in den Gelben Seiten an.
1997 heiratete Numan Gemma O’Neill. Heute lebt er mit ihr und den gemeinsamen drei Kindern in Los Angeles. Seine Familie sowie sein Privatleben hält er weitgehend aus der öffentlichen Wahrnehmung heraus. Numan gibt an, eine leichte Form des Asperger-Syndroms zu haben.

## Karriere

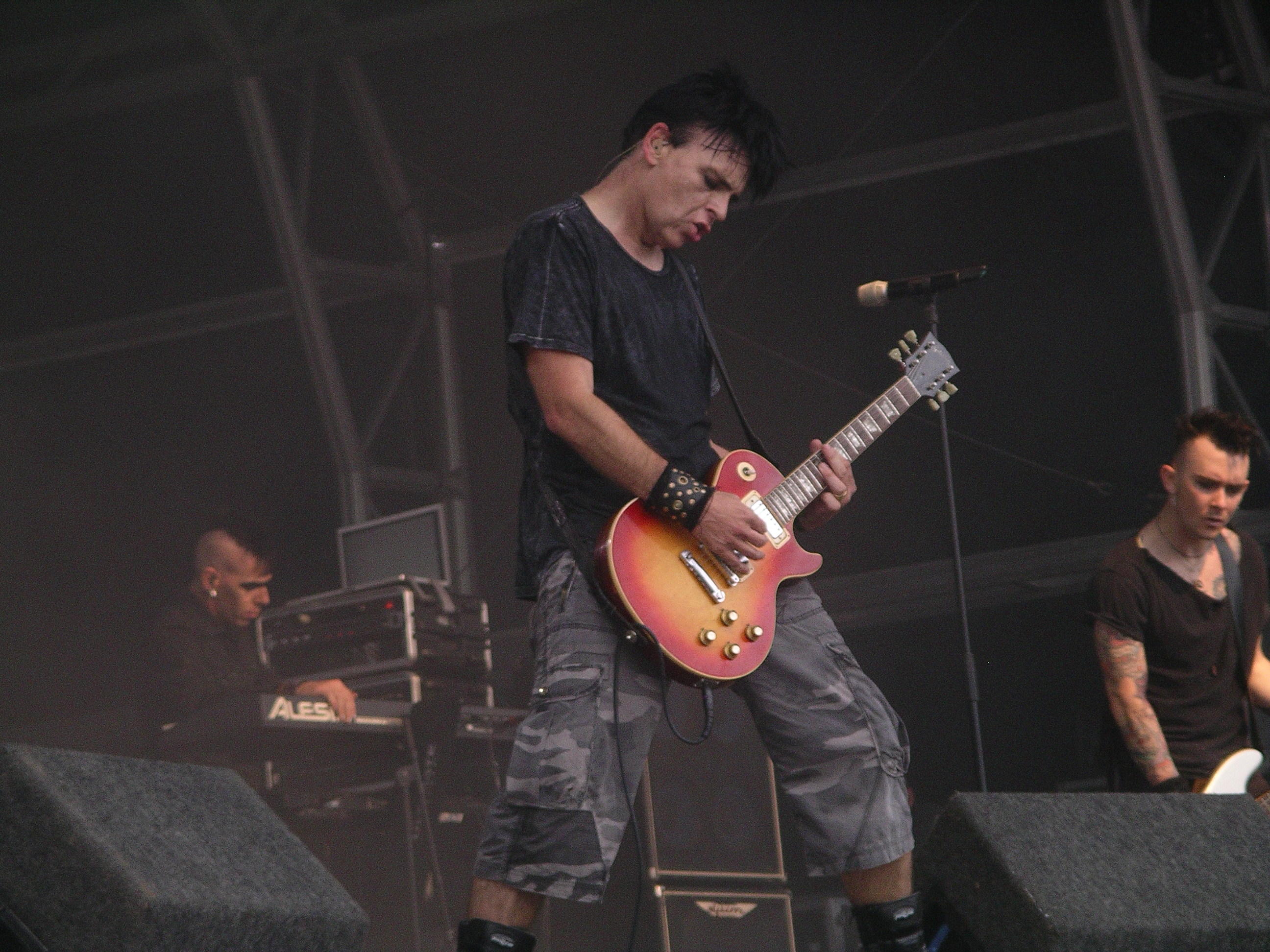
Gary Numan am Bestival (September 2008)

Numans Karriere begann Ende der 1970er Jahre, als er die New-Wave-Band Tubeway Army gründete, die mit Are ’Friends’ Electric? 1979 einen weltweiten Hit landete. Im selben Jahr war ihr zweites Album Replicas für vier Wochen Nummer eins in den britischen Charts, ein weiterer Nummer-eins-Single-Hit folgte mit Cars (jetzt unter dem Namen Gary Numan) von The Pleasure Principle (1979), insgesamt das dritte Album mit den beiden Tubeway Army Alben. An den Erfolg konnten jenes und Telekon (1980) anknüpfen, die sich ebenfalls wieder auf Platz eins der britischen Charts platzierten. Bis Mitte der 1980er Jahre besonders in England sehr erfolgreich, folgte ein langes künstlerisches Tief, aus dem sich Numan erst 1994 wieder befreien konnte. Das Album Sacrifice stellt mit düsteren, klaustrophobischen Klanglandschaften einen völligen Neuanfang dar.
Numan wird von vielen Bands und Musikern als Vorbild genannt, darunter Dave Grohl (Nirvana, Foo Fighters), Trent Reznor (Nine Inch Nails), Billy Corgan (The Smashing Pumpkins) oder The Prodigy. Besonders in der New-Wave- und Gothic-Szene zählte er viele Fans und Anhänger. 1998 veröffentlichte die Crossover-Band Fear Factory eine Neuinterpretation seines Klassikers Cars, bei der Gary Numan als Zweitsänger auftrat. Im Jahr 2002 hatte die englische Girlgroup Sugababes einen Hit mit einer von Mashups inspirierten Melange aus Adina Howards Freak Like Me (Text, Melodie) und Tubeway Armys Are ’Friends’ Electric? (Instrumentalhook).

## Diskografie

### Solo-Diskografie
Studioalben

| Jahr | Titel Musiklabel                                                   | Höchstplatzierung, Gesamtwochen, AuszeichnungChartplatzierungen (Jahr, Titel, Musiklabel, Platzierungen, Wochen, Auszeichnungen, Anmerkungen) | Höchstplatzierung, Gesamtwochen, AuszeichnungChartplatzierungen (Jahr, Titel, Musiklabel, Platzierungen, Wochen, Auszeichnungen, Anmerkungen) | Höchstplatzierung, Gesamtwochen, AuszeichnungChartplatzierungen (Jahr, Titel, Musiklabel, Platzierungen, Wochen, Auszeichnungen, Anmerkungen) | Höchstplatzierung, Gesamtwochen, AuszeichnungChartplatzierungen (Jahr, Titel, Musiklabel, Platzierungen, Wochen, Auszeichnungen, Anmerkungen) | Höchstplatzierung, Gesamtwochen, AuszeichnungChartplatzierungen (Jahr, Titel, Musiklabel, Platzierungen, Wochen, Auszeichnungen, Anmerkungen) | Anmerkungen                                                                |
| Jahr | Titel Musiklabel                                                   | DE | AT | CH | UK | US | Anmerkungen                                                                |
| ---- | ------------------------------------------------------------------ | --- | --- | --- | --- | --- | -------------------------------------------------------------------------- |
| 1979 | The Pleasure Principle Beggars Banquet (WEA)                       | — | — | — | UK1 Gold · (22 Wo.)UK | US16 (30 Wo.)US | Erstveröffentlichung: 7. September 1979                                    |
| 1980 | Telekon Beggars Banquet (WEA)                                      | — | — | — | UK1 Gold · (11 Wo.)UK | US64 (10 Wo.)US | Erstveröffentlichung: 5. September 1980                                    |
| 1981 | Dance Beggars Banquet (WEA)                                        | — | — | — | UK3 (8 Wo.)UK | US167 (4 Wo.)US | Erstveröffentlichung: 4. September 1981                                    |
| 1982 | I, Assassin Beggars Banquet (WEA)                                  | — | — | — | UK8 (6 Wo.)UK | — | Erstveröffentlichung: 10. September 1982                                   |
| 1983 | Warriors Beggars Banquet (WEA)                                     | — | — | — | UK12 (6 Wo.)UK | — | Erstveröffentlichung: 16. September 1983                                   |
| 1984 | Berserker Numa Records (PRT Records)                               | — | — | — | UK45 (3 Wo.)UK | — | Erstveröffentlichung: 9. November 1984                                     |
| 1985 | The Fury Numa Records (PRT Records)                                | — | — | — | UK24 (5 Wo.)UK | — | Erstveröffentlichung: September 1985                                       |
| 1986 | Strange Charm Numa Records (PRT Records)                           | — | — | — | UK59 (2 Wo.)UK | — | Erstveröffentlichung: November 1986                                        |
| 1987 | Radio Heart NBR (EMI)                                              | — | — | — | — | — | Erstveröffentlichung: 1987 Radio Heart feat. Gary Numan                    |
| 1988 | Metal Rhythm Illegal Records (PRT Records)                         | — | — | — | UK48 (2 Wo.)UK | — | Erstveröffentlichung: September 1988                                       |
| 1989 | Automatic Polydor (Polydor)                                        | — | — | — | UK59 (1 Wo.)UK | — | Erstveröffentlichung: 26. Juni 1989 Sharpe & Numan, Produzent: Bill Sharpe |
| 1989 | New Anger I.R.S. Records (EMI)                                     | — | — | — | — | — | Erstveröffentlichung: 1989                                                 |
| 1991 | Outland I.R.S. Records (EMI)                                       | — | — | — | UK39 (1 Wo.)UK | — | Erstveröffentlichung: März 1991                                            |
| 1992 | Machine + Soul Numa Records (Pinnacle Records)                     | — | — | — | UK42 (1 Wo.)UK | — | Erstveröffentlichung: Juli 1992                                            |
| 1994 | Sacrifice auch bekannt als: Dawn Numa Records (Pinnacle Records)   | — | — | — | UK94 (1 Wo.)UK | — | Erstveröffentlichung: Oktober 1994                                         |
| 1997 | Exile Eagle Records (Eagle)                                        | — | — | — | UK48 (1 Wo.)UK | — | Erstveröffentlichung: Oktober 1997                                         |
| 2000 | Pure Eagle Records (Eagle)                                         | — | — | — | UK58 (1 Wo.)UK | — | Erstveröffentlichung: Oktober 2000                                         |
| 2006 | Jagged Mortal Records (Cooking Vinyl)                              | — | — | — | UK59 (1 Wo.)UK | — | Erstveröffentlichung: 13. März 2006                                        |
| 2011 | Dead Son Rising Mortal Records (Machine Music)                     | — | — | — | UK87 (1 Wo.)UK | — | Erstveröffentlichung: 15. September 2011                                   |
| 2013 | Splinter – Songs from a Broken Mind Mortal Records (Cooking Vinyl) | — | — | — | UK20 (2 Wo.)UK | US175 (1 Wo.)US | Erstveröffentlichung: 14. Oktober 2013                                     |
| 2017 | Savage (Songs from a Broken World) BMG (BMG)                       | DE87 (1 Wo.)DE | — | CH94 (1 Wo.)CH | UK2 (5 Wo.)UK | US154 (1 Wo.)US | Erstveröffentlichung: 15. September 2017                                   |
| 2021 | Intruder BMG (BMG)                                                 | DE15 (1 Wo.)DE | AT63 (1 Wo.)AT | CH33 (1 Wo.)CH | UK2 (2 Wo.)UK | — | Erstveröffentlichung: 21. Mai 2021                                         |

grau schraffiert: keine Chartdaten aus diesem Jahr verfügbar